# Maria del Monferrato
Maria degli Aleramici detta la Marchesa (1191 circa – aprile 1212), figlia del re e marchese Corrado degli Aleramici e della regina Isabella I di Gerusalemme, fu regina di Gerusalemme dal 1205 al 1212, anno della sua morte.

## Biografia

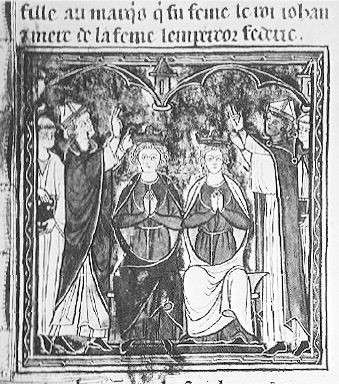
Maria del Monferrato e Giovanni di Brienne, sovrani di Gerusalemme,(dall'Histoire d'Outremer, Biblioteca Medicea Laurenziana, Firenze).

Il 28 aprile 1192, mentre stava per risolversi la rivalità tra Guido di Lusignano e Corrado del Monferrato e quando Riccardo Cuor di Leone stava per concludere la sua terza crociata e tornare in Inghilterra, Corrado fu ucciso, probabilmente dalla setta degli assassini, per le strade della città santa, dopo essere stato re di Gerusalemme per pochi giorni.
Isabella di Gerusalemme si risposò in fretta il 5 maggio con Enrico II, conte di Champagne, nipote del re d'Inghilterra, Riccardo, e del re di Francia, Filippo. Al momento del matrimonio, Isabella era già visibilmente incinta di Maria.
Imad ad-Din al-Isfahani, presente alle nozze, scrive:
Maria, la figlia postuma nacque nell'estate del 1192.
Enrico II di Champagne morì nel 1197: da questo matrimonio Maria aveva guadagnato tre sorellastre. Amalrico II di Cipro sposò la vedova Isabella e divenne sovrano di Gerusalemme, insieme con Isabella, ma morì il 1º aprile 1205. Anche Isabella venne improvvisamente a morte cinque giorni dopo il marito. Il Regno venne così affidato alla giovanissima Maria, appena tredicenne, mentre il suo fratellastro Ugo, nato dal primo matrimonio di Amalrico, divenne re di Cipro e sposò la sorellastra di Maria, Alice di Champagne.

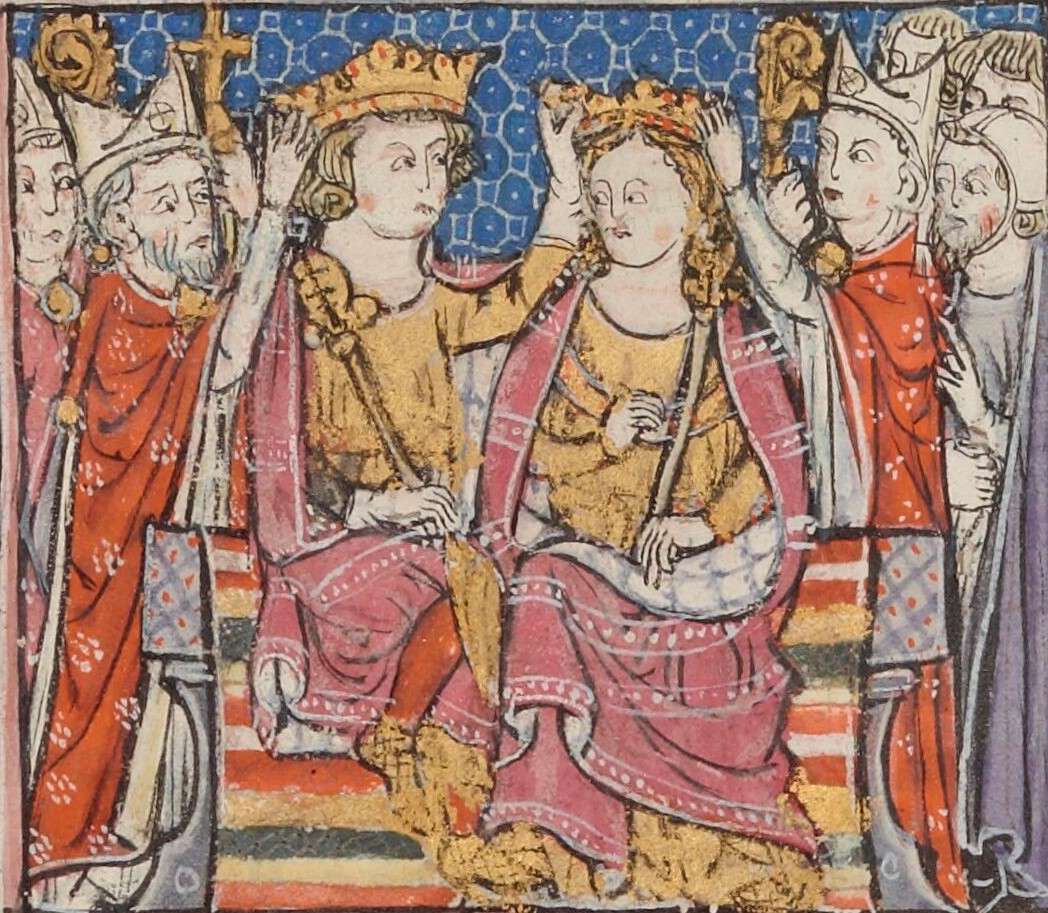
Miniatura del XIII secolo raffigurante l'incoronazione di Maria e di Giovanni di Brienne.

Nel 1209, i baroni del Regno ritennero che fosse meglio per Maria sposarsi in modo da poter rendere sicuro il suo ruolo di regina. L'assemblea dei baroni e dei prelati decise di chiedere il parere di Filippo II di Francia, che propose uno dei suoi vassalli, Giovanni di Brienne, benché non fosse molto ricco. Per superare la sua mancanza di fortuna e per permettergli di finanziare le sue obbligazioni sovrane il re Filippo e Papa Innocenzo III pagarono la somma di 40 000 lire ciascuno. Il matrimonio fu celebrato il a Tiro il 4 settembre 1210, quindi vennero incoronati re e regina di Gerusalemme, il 3 ottobre 1210, nella cattedrale di Tiro.
Nel 1212, Maria del Monferrato diede alla luce una figlia, Isabella (o Yolanda), ma morì poco dopo, probabilmente da febbre puerperale. Giovanni conservò la corona, ma solo come reggente per conto di sua figlia che nel 1225 sposò l'imperatore Federico II.

## Ascendenza
|                            |                 |                           | Genitori                    |  |  | Nonni |  |  | Bisnonni                |  |  | Trisnonni                    |  |
|                            |                 |                           |                             |  |  |       |  |  | Ranieri degli Aleramici |  |  | Guglielmo IV degli Aleramici |  |
|                            |                 |                           |                             |  |  |       |  |  | Ranieri degli Aleramici |  |  | Guglielmo IV degli Aleramici |  |
|                            |                 | Otta di Agliè             |                             |  |  |       |  |  | Ranieri degli Aleramici |  |  |                              |  |
| Guglielmo V del Monferrato |                 |                           |                             |  |  |       |  |  | Ranieri degli Aleramici |  |  |                              |  |
|                            |                 | Gisella di Borgogna       | Corrado III di Borgogna     |  |  |       |  |  |                         |  |  |                              |  |
|                            |                 | Gisella di Borgogna       | Corrado III di Borgogna     |  |  |       |  |  |                         |  |  |                              |  |
|                            |                 | Gisella di Borgogna       | Adele di Bellay             |  |  |       |  |  |                         |  |  |                              |  |
| Corrado del Monferrato     |                 | Gisella di Borgogna       |                             |  |  |       |  |  |                         |  |  |                              |  |
|                            |                 | Leopoldo III di Babenberg | Leopoldo II di Babenberg    |  |  |       |  |  |                         |  |  |                              |  |
|                            |                 | Leopoldo III di Babenberg | Leopoldo II di Babenberg    |  |  |       |  |  |                         |  |  |                              |  |
|                            |                 | Leopoldo III di Babenberg | Ida di Formbach-Ratelnberg  |  |  |       |  |  |                         |  |  |                              |  |
| Giuditta di Babenberg      |                 | Leopoldo III di Babenberg |                             |  |  |       |  |  |                         |  |  |                              |  |
|                            |                 | Agnese di Waiblingen      | Enrico IV di Franconia      |  |  |       |  |  |                         |  |  |                              |  |
|                            |                 | Agnese di Waiblingen      | Enrico IV di Franconia      |  |  |       |  |  |                         |  |  |                              |  |
|                            |                 | Agnese di Waiblingen      | Berta di Savoia             |  |  |       |  |  |                         |  |  |                              |  |
| Maria del Monferrato       |                 | Agnese di Waiblingen      |                             |  |  |       |  |  |                         |  |  |                              |  |
|                            | Folco V d'Angiò | Folco IV d'Angiò          |                             |  |  |       |  |  |                         |  |  |                              |  |
|                            | Folco V d'Angiò | Folco IV d'Angiò          |                             |  |  |       |  |  |                         |  |  |                              |  |
|                            | Folco V d'Angiò | Bertrada di Montfort      |                             |  |  |       |  |  |                         |  |  |                              |  |
| Amalrico I di Gerusalemme  | Folco V d'Angiò |                           |                             |  |  |       |  |  |                         |  |  |                              |  |
|                            |                 | Melisenda di Gerusalemme  | Baldovino II di Gerusalemme |  |  |       |  |  |                         |  |  |                              |  |
|                            |                 | Melisenda di Gerusalemme  | Baldovino II di Gerusalemme |  |  |       |  |  |                         |  |  |                              |  |
|                            |                 | Melisenda di Gerusalemme  | Morfia di Melitene          |  |  |       |  |  |                         |  |  |                              |  |
| Isabella di Gerusalemme    |                 | Melisenda di Gerusalemme  |                             |  |  |       |  |  |                         |  |  |                              |  |
|                            |                 | Giovanni Comneno          | …                           |  |  |       |  |  |                         |  |  |                              |  |
|                            |                 | Giovanni Comneno          | …                           |  |  |       |  |  |                         |  |  |                              |  |
|                            |                 | Giovanni Comneno          | …                           |  |  |       |  |  |                         |  |  |                              |  |
| Maria Comnena              |                 | Giovanni Comneno          |                             |  |  |       |  |  |                         |  |  |                              |  |
|                            |                 | Maria Taronitissa         | …                           |  |  |       |  |  |                         |  |  |                              |  |
|                            |                 | Maria Taronitissa         | …                           |  |  |       |  |  |                         |  |  |                              |  |
|                            |                 | Maria Taronitissa         | …                           |  |  |       |  |  |                         |  |  |                              |  |
|                            |                 | Maria Taronitissa         |                             |  |  |       |  |  |                         |  |  |                              |  |